# Durfòrt (Arieja)
Durfòrt (francès Durfort) és un municipi francès situat al departament de l'Arieja i a la regió d'Occitània.